# Sommer-Paralympics 2008/Teilnehmer (Macau)
| stlisierte Goldmedaille | stlisierte Silbermedaille | stlisierte Bronzemedaille |
| ----------------------- | ------------------------- | ------------------------- |
| —                       | —                         | —                         |

Macau nahm mit zwei Sportlern an den Sommer-Paralympics 2008 im chinesischen Peking teil.
Fahnenträgerin bei der Eröffnungsfeier war Sio Ieng Kuong. Sie erreichte auch das beste Ergebnis der Mannschaft mit einem zwölften Platz im Speerwerfen der Klasse F57/58.

## Teilnehmer nach Sportarten

### Leichtathletik
Frauen
- Sio Ieng Kuong

### Schwimmen
Männer
- Loi Si Ao